# Sphenomorphus jobiensis
Sphenomorphus jobiensis — вид сцинкоподібних ящірок родини сцинкових (Scincidae). Мешкає в Індонезії і Папуа Новій Гвінеї.

## Поширення і екологія
Sphenomorphus jobiensis мешкають на північному і східному узбережжі Нової Гвінеї, а також на сусідніх островах архіпелагу Бісмарка, на островах Раджа-Ампат, Ару, Д'Антркасто, Адміралтейства та Луїзіада. Вони живуть у вологих рівнинних і гірських тропічних лісах, на висоті до 1500 м над рівнем моря. Відкладають яйця.